# Чепурной, Николай Миронович
Николай Миронович Чепурной (1905—1964) — участник Великой Отечественной войны, командир 2-го батальона 14-го мотострелкового полка 14-й танковой дивизии 7-го механизированного корпуса Западного фронта, старший лейтенант. Герой Советского Союза.

## Биография
Родился 27 декабря 1905 года в деревне Михайловка-1 Российской империи, ныне Березнеговатского района Николаевской области Украины, в крестьянской семье. Украинец.
Окончил неполную среднюю школу. После школы поступил в Одесское пехотное училище, по окончании которого служил в 84-й стрелковой дивизии имени Тульского пролетариата.
В Красной Армии с 1927 года. Член ВКП(б)/КПСС с 1932 года. В 1935 году окончил Одесскую военную пехотную школу.
Участник Великой Отечественной войны с июня 1941 года. Командир батальона 14-го мотострелкового полка старший лейтенант Николай Чепурной в начале июля 1941 года вместе с бойцами батальона форсировал реку Черногостица, и выбил противника из населённого пункта Черногостье; с 12 по 24 июля его батальон освободил деревни Вороны и Выдра Витебского района Витебской области Белоруссии. Комбат Николай Чепурной был трижды ранен, но не покинул поля боя.
Указом Президиума Верховного Совета СССР «О присвоении звания Героя Советского Союза начальствующему и рядовому составу Красной Армии» от 31 августа 1941 года за «образцовое выполнение боевых заданий командования на фронте борьбы с германским фашизмом и проявленные при этом отвагу и геройство» удостоен звания Героя Советского Союза с вручением ордена Ленина и медали «Золотая Звезда» (№ 358).
18 ноября 1942 года назначен командиром 6-й гвардейской механизированной бригады. 9 января 1943 года, при налёте авиации противника на Калинин, был тяжело ранен и отправлен в госпиталь.
11 февраля 1945 года был назначен на должность заместителя командира 214-й стрелковой дивизии по строевой части.
В 1942 году Чепурной окончил Военную академию имени М. В. Фрунзе, а в 1947 году — курсы «Выстрел».
С 1954 года полковник Чепурной Н. М. — в запасе. Жил и работал в городе Белёв Тульской области.
Умер 19 сентября 1964 года.

## Награды
- Герой Советского Союза (31 августа 1941, медаль «Золотая Звезда» № 358)[2];
- орден Ленина (31 августа 1941)[2];
- орден Ленина;
- орден Красного Знамени (9 июня 1945)[3];
- орден Красного Знамени;
- орден Красной Звезды;
- медаль «За оборону Сталинграда»[4]

и другими медалями.

## Память
- В средней общеобразовательной школе № 1 города Белёва имеется музей с материалами о Н. М. Чепурном[5].